# Angus Wall
Angus Alexander Wall (15 marzo 1967) è un montatore statunitense.
Ha ottenuto la nomination ai Premi Oscar 2009 per il suo lavoro di montaggio nel film Il curioso caso di Benjamin Button. Ha vinto invece l'Oscar al miglior montaggio sia nel 2011 (per The Social Network) che nel 2012 (Millennium - Uomini che odiano le donne). In tutte e tre le occasioni ha collaborato con Kirk Baxter.
Ha quindi più volte collaborato con David Fincher.
Nel 2011 ha vinto anche il Premio BAFTA e il Emmy Awards.

## Filmografia
- Sunset Strip, regia di Adam Collis (2000)
- Panic Room, regia di David Fincher (2002)
- Thumbsucker - Il succhiapollice (Thumbsucker), regia di Mike Mills (2005)
- Zodiac, regia di David Fincher (2007)
- Il curioso caso di Benjamin Button (The Curious Case of Benjamin Button), regia di David Fincher (2008)
- The Social Network, regia di David Fincher (2010)
- Millennium - Uomini che odiano le donne, regia di David Fincher (2011)